# Svein Rosseland

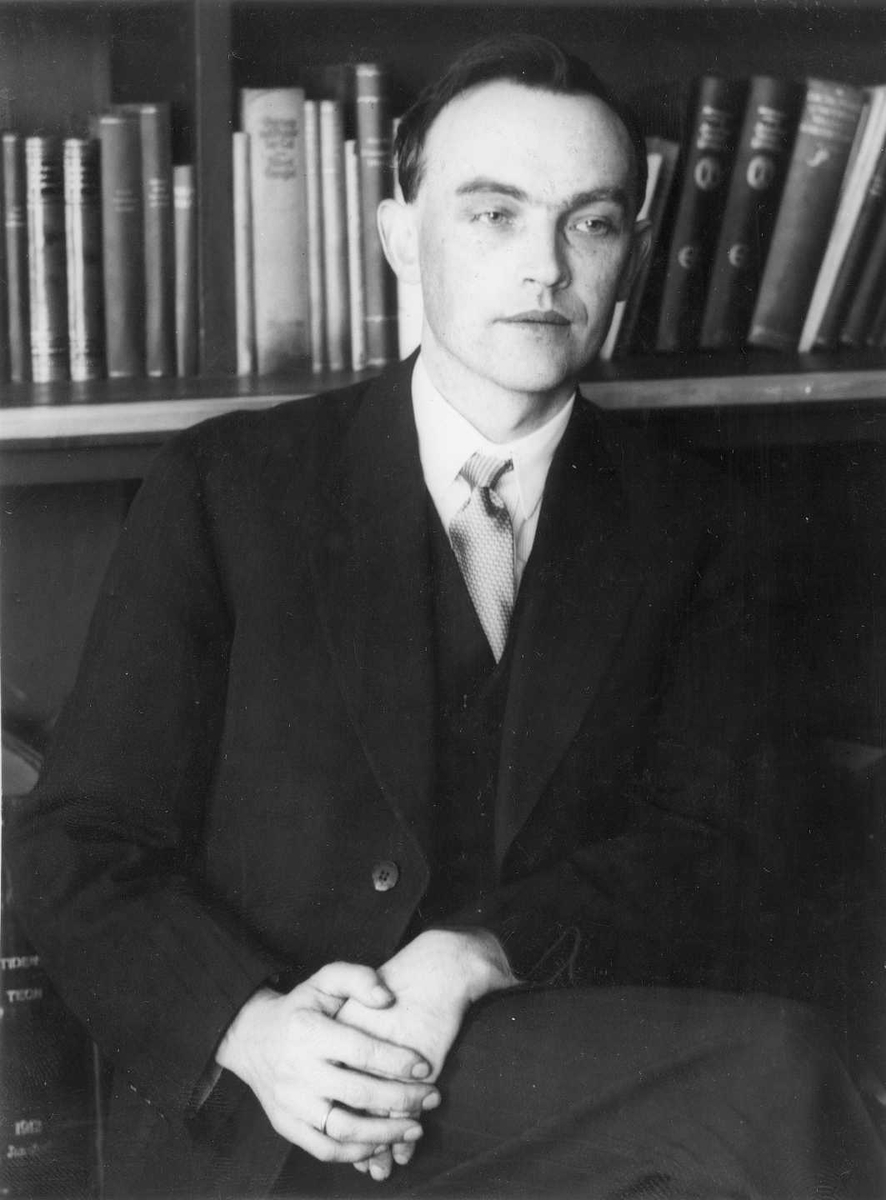
Svein Rosseland, ca. 1935

Svein Rosseland (* 31. März 1894 in Kvam, Region Hardanger, Norwegen; † 19. Januar 1985 in Bærum) war ein norwegischer Astrophysiker und Pionier der Theoretischen Astrophysik.
Rosseland besuchte die Schule in Haugesund und studierte ab 1917 an der Universität Oslo. Nach nur drei Semestern verließ er die Universität und wurde Assistent bei Vilhelm Bjerknes am Geophysikalischen Institut Bergen, der „Bergener Schule“ (Bergensskolen innen meteorologi). 1920 wechselte er zum Physikalischen Institut (heute Niels-Bohr-Institut) in Kopenhagen. 1924–1926 verbrachte er als Rockefeller Fellow am Mount-Wilson-Observatorium in Pasadena. 1927 erwarb er an der Universität Oslo seinen Ph.D.
Von 1928 bis 1964 war er Professor an der Universität Oslo. 1934 baute er das Institut für Theoretische Astrophysik Institutt for Teoretisk Astrofysikk auf, das er in der Folge leitete. 1938 konstruierte er den Oslo Analyzer, den zeitweilig leistungsfähigsten Differential Analyzer. Beim Einmarsch der Deutschen flüchtete er in die USA und wurde Professor an der Princeton University. 1943 ging er nach London, wo er an der Entwicklung des Radar arbeitete und zu Unterwasserexplosionen forschte. Er war Berater der U.S. Time Corporation, im letzten Kriegsjahr machte er Militärforschung an der Columbia University.
1946 kehrte er nach Norwegen zurück. 1948 beteiligter sich  an der Gründung des Instituts für Energietechnik Institutt for energiteknikk. Um 1955 war er die treibende Kraft bei den Gründungen der Norwegian Academy of Technological Sciences und des Solarobservatoriums in Harestua Solobservatoriet på Harestua.  Der Asteroid (1646) Rosseland ist nach ihm benannt, ebenso der Mondkrater Rosseland.
Rosseland war der erste Vertreter Norwegens im Rat der Europäischen Organisation für Kernforschung, CERN.

## Belege
1. ↑  P.A. Holst: Svein Rosseland and the Oslo analyzer. In: IEEE Annals of the History of Computing. 18, S. 16–26, doi:10.1109/85.539912.
2. ↑  Gunnar Randers,Martin Schwarzschild: Professor Svein Rosseland. Band 9. Astrophisica Norvegica, 1964, S. 7 (englisch, harvard.edu).

| Personendaten    | Personendaten                                                        |
| ---------------- | -------------------------------------------------------------------- |
| NAME             | Rosseland, Svein                                                     |
| KURZBESCHREIBUNG | norwegischer Astrophysiker und Pionier der Theoretischen Astrophysik |
| GEBURTSDATUM     | 31. März 1894                                                        |
| GEBURTSORT       | Kvam, Region Hardanger, Norwegen                                     |
| STERBEDATUM      | 19. Januar 1985                                                      |
| STERBEORT        | Bærum, Norwegen                                                      |